# トクサ科
トクサ科（トクサか、学名：Equisetaceae）はシダ植物門トクサ綱トクサ目に属する科。トクサ属（Equisetum）のみからなり、現生の15種および化石種からなる。トクサ綱・トクサ目に属する現生唯一の科である。形態や特徴についてはトクサ目を参照のこと。
唯一の属であるトクサ属は世界で北半球の温帯域を中心に約20種が知られる。以下の2亜属を認める。
- ミズドクサ亜属 subgen. Equisetum

夏緑性で気孔は茎の表面にある。スギナ、ミズドクサなど。
- トクサ亜属 subgeb. Hippochaete

常緑性で気孔は茎の葉面より凹んだ位置に着く。トクサ、イヌドクサなど。
日本には以下の9種が知られる。
- Equisetum トクサ属
  - E. arvence スギナ
  - E. fluviatle ミズドクサ
  - E. hemale subsp. Hyemale トクサ
  - E. palustre イヌスギナ
  - E. pratense ヤチスギナ
  - E. ramosissimum イヌドクサ
  - E. scirpoides ヒメドクサ
  - E. sylvaticum フサスギナ
  - E. variegatum チシマヒメドクサ

## ギャラリー

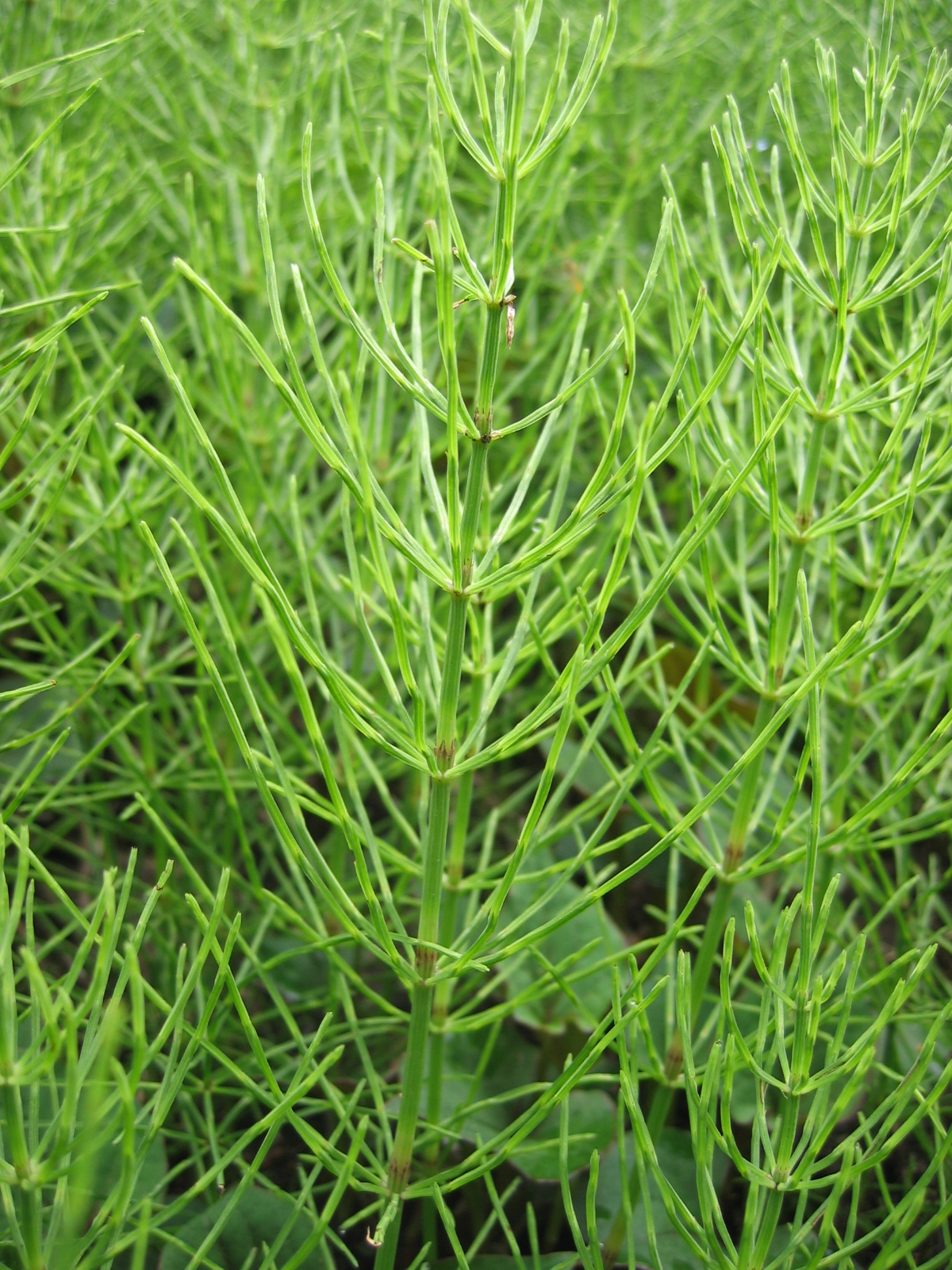
スギナ
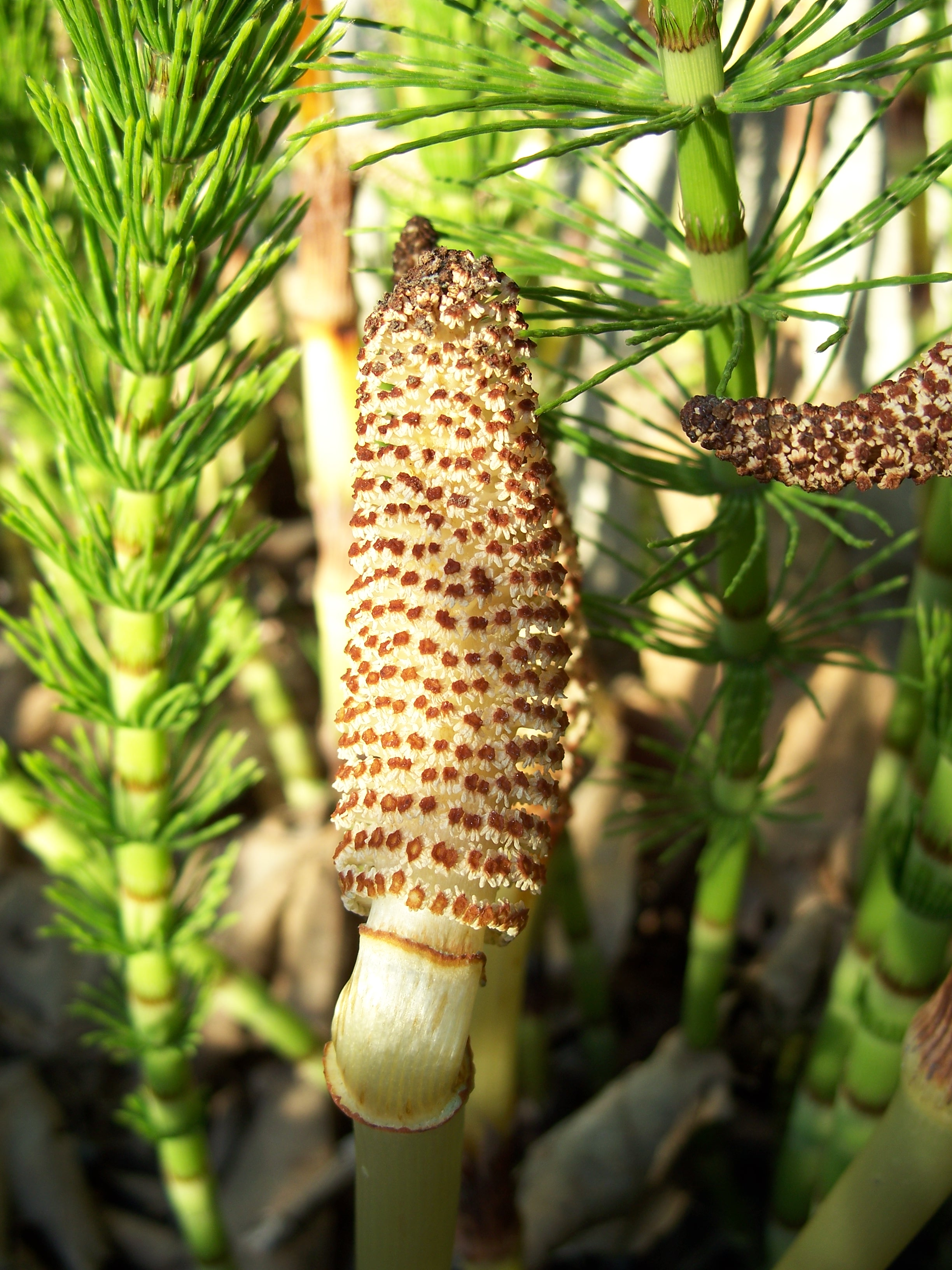
Equisetum telmateia ヨーロッパや北米等に分布、高さ1メートル前後
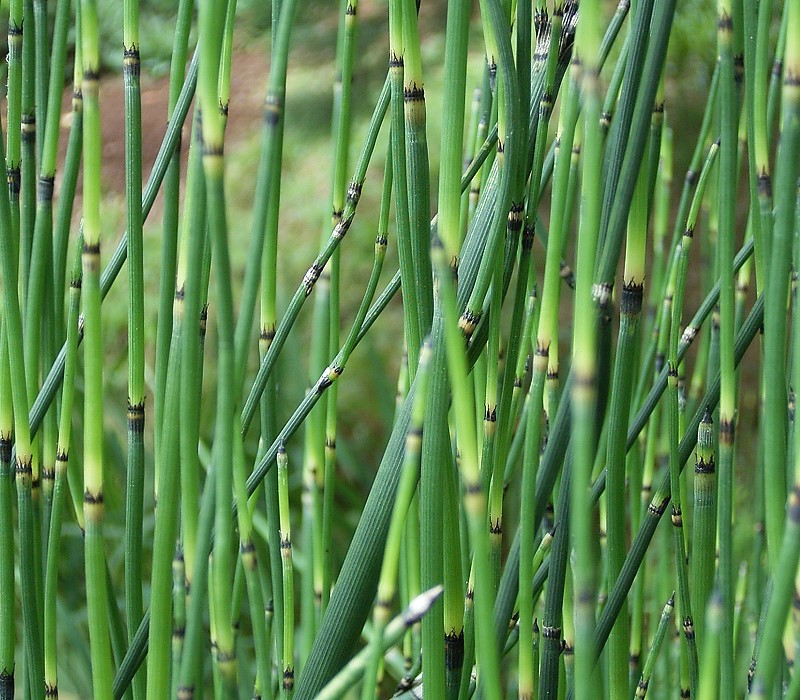
Equisetum giganteum 中南米産、高さ2 - 5メートル